# 中國香港空手道總會
中國香港空手道總會(Karatedo Federation of Hong Kong,China)是專門管轄香港空手道事務的組織。該組織成立於1974年。現時，中國香港空手道總會是世界空手道聯盟和亞州空手道聯盟的成員，旗下的主要比賽有香港空手道比賽和空手道隊際比賽。

## 香港空手道總會投訴風波
2017年3月6日，空手道精英運動員羅展鵬入稟高等法院，向中國香港空手道總會有限公司及拳剛會空手道香港本部追討逾350萬元賠償。羅展鵬是空手道總會會員。2008年羅獲邀加入空手道總會的運動員訓練，他後來更代表香港參加國際賽事及贏得獎牌(未有相關紀錄提供)，翌年他獲空手道總會推薦加入香港體育學院的精英運動員訓練計劃，聲稱其間他在多項國際賽事中獲得獎牌。但至前年6月，空手道總會突然下令由2015年5月30日起終止羅的會籍，同年7月起更終止推薦羅參加精英運動員訓練計劃，當時未有給予羅任何機會解釋。羅向空手道總會提出反對，同時他在7月2日起加入屬於空手道總會投票會員的糸東流空手道全武館。至7月10日，空手道總會不但拒絕繼續推薦羅參加精英運動員訓練計劃，更指由於羅轉會，向他頒下4個月雪藏期。羅現指空手道總會無理終止其會籍，及後指控他因「轉會」而終止推薦他精英運動員訓練計劃的說法亦不合理。羅又指，4個月雪藏期的決定，乃基於空手道總會於2013年8月30日通過的議決，而羅認為通過有關議決僅為了保護數名會員利益，非大部分會員包括羅的意願，有關議決亦違反空手道總會的備忘錄條款，令羅損失至少3年（直至2018年）的精英運動員訓練計劃津貼逾312萬元、以及預計截至2018年的精英運動員表現嘉許計劃獎金逾18.5萬元，和待計算的損失共逾350萬元。
2018年3月28日，中國香港體育協會暨奧林匹克委員會(港協)作出裁決，最終決定暫時擱置暫停空總會員資格，並給予一個月時間予空總作出改善。空總主席余鏡秋承諾會作出改善。港協於過去兩年接獲逾50宗由空手道運動員發出對香港空手道總會的投訴，指其選拔制度不公，令運動員失去代表香港的出賽資格，主要賽事涉及全國運動會、全國青少年空手道錦標賽及亞洲空手道錦標賽。其中投訴風波鬧得最大的全運會，投訴指空總未有向運動員公佈參賽詳情，令部分運動員未能趕及參加預選賽；但卻有空總委員其下道場的運動員成功以個人名義報名參賽，並於今屆全運會獲得1銀2銅。港協經過調查後評定空總涉行政失當、選拔制度違反公平競賽原則。
2018年6月8日，中國香港體育協會暨奧林匹克委員會（港協暨奧委會）通過特別議案，無限期暫停中國香港空手道總會（空總）會籍，直至會員大會根據董事會建議另行決議。一直以來都對空總表示不滿的空手道苦主大聯盟在決議後表示認同港協暨奧委會的決定，並感謝港協暨奧委會關注事件並為亞運會設立臨遴會。空總於港協暨奧委會決議後發出新聞稿，指出對於港協暨奧委會的決定「非常失望」，重申有關改善計劃及政策文件曾經過會員大會大多數支持，亦獲得多達50多名精英運動員支持，空總指出下一步將會提出上訴。
2018年6月9日，臨時遴選委員會（臨選會）向全港空手道運動會發出公開信，當中列出參與雅加達亞運的選拔準則，有意參加的運動員需要在6月14日中午前自行遞交申請表，而結果將會在截止報名兩天後公佈。

## 資料來源
1. ↑  .   [2013-12-19]. （原始内容存档于2013-12-15）.
2. ↑  . 明報. 2017年3月7日.
3. ↑  . 體路. 2018年3月27日  [2020年4月15日]. （原始内容存档于2019年7月29日）.
4. ↑  梁浩珩. . HK01. 2018-06-13.
5. ↑  郭正謙. . 文匯報. 2018年6月10日.

## 外部連結
- 官方网站 （页面存档备份，存于）